# The Sims 3
The Sims 3 és un videojoc de simulació social per a PC i Mac OS. Es tracta de la tercera entrega de la popular i famosa saga de The Sims (posterior al ja reeixit videojoc de The Sims 2), aclamats per la crítica. Fou anunciat en una entrevista d'EA el novembre del 2006. La seva data de comercialització fou el 2 de juny del 2009 als Estats Units i el 4 de juny a la resta del món (Europa i Austràlia).

## Sistema de joc

### Creació de Sims
L'eina de crear un sim s'ha redissenyat respecte de les altres entregues. S'ha augmentat el nivell de detallisme a l'hora de definir els detalls facials i ha canviat el sistema de configuració del cos. Mentre que a entregues anteriors a l'hora de crear un sim només es podia escollir entre cos intermedi i sobrepès (i al joc es podia aconseguir també un cos musculat) i aquests tres modes eren idèntics per a tots els sims, en aquesta entrega cada sim pot tenir un cos diferent al d'un altre. Hi ha tres lliscadors per als homes i quatre per a les dones que permeten configurar al mil·límetre la complexió de cada sim. El primer d'ells fa referència al nivell de primesa o grassor, el segon fa referència a la mida muscular. Antigament aquests dos eren els únics lliscadors disponibles, però en una actualització posterior s'hi afegiren els lliscadors restants. El tercer lliscador fa referència al fibrat muscular, fent més o menys marcats els abdominals i els músculs del cos. El quart lliscador és exclusiu de les sims dones i defineix la mida i exuberància o no dels pits. Cal destacar que aquests lliscadors estan disponibles per a adolescent, jove adult i adult. Els altres grups d'edat només tenen disponibles alguns d'aquests lliscadors o cap en el cas dels infants.
La part de la roba també ha patit un redissenyat intensiu. Mentre que abans només era possible escollir peces superiors i inferiors o bé peces de cos complet a partir d'un repertori predeterminat, ara és possible escollir a més d'això les sabates i complements de tota mena com ulleres, mitjons, mitges, polseres, etc, i a més és possible definir un pentinat diferent per a cada mena de roba, a escollir entre informal, formal, roba de dormir (la qual cosa inclou tant pijames com roba interior), roba atlètica i roba de bany. En una actualització posterior s'hi afegí també la possibilitat d'escollir la roba per anar a la feina. A l'hora d'escollir la roba, també és possible definir el color de forma totalment dinàmica a partir de tot l'espectre de color, i depenent de la mena de roba serà possible escollir diversos colors diferents, i guardar l'estil creat per reutilitzar-lo per a altres sims en qualsevol moment. A diferència de l'entrega anterior, tota la roba està disponible per a tots els sims en tot moment, sense ser necessari acudir a cap botiga a comprar-la.